# Élisabeth Chaud
Élisabeth Chaud, née le 7 décembre 1960 à Puy-Saint-Vincent, est une ancienne skieuse alpine française.

## Coupe du monde
- Meilleur résultat au classement général : 11e en 1982
  - 1 victoire : 1 géant

### Différents classements en coupe du monde
| Année/Classement | Général | Général | Descente | Descente | Géant  | Géant  | Combiné | Combiné |
| Année/Classement | Class.  | Points  | Class.   | Points   | Class. | Points | Class.  | Points  |
| ---------------- | ------- | ------- | -------- | -------- | ------ | ------ | ------- | ------- |
| 1979             | 69e     | 6       | -        | -        | -      | -      | -       | -       |
| 1981             | 41e     | 21      | 27e      | 13       | 23e    | 8      | -       | -       |
| 1982             | 11e     | 98      | 8e       | 59       | 14e    | 27     | 13e     | 12      |
| 1983             | 17e     | 67      | 6e       | 50       | 20e    | 20     | -       | -       |
| 1984             | 46e     | 22      | 20e      | 15       | 35e    | 5      | 33e     | 2       |
| 1985             | 62e     | 10      | 25e      | 10       | -      | -      | -       | -       |
| 1986             | 73e     | 6       | 30e      | 6        | -      | -      | -       | -       |

### Détail des victoires
| Saison / Épreuve | Slalom        | Total |
| 1982             | Saint-Gervais | 1     |
| Total            | 1             | 1     |

## Arlberg-Kandahar
- Meilleur résultat : 30e place dans le géant 1978 à Megève

## Championnats de France
Championne de France de Combiné en 1981